# Walther Waldschmidt
Walther Waldschmidt (* 20. August 1860 in Berlin; † 13. November 1932 in Meggen (Schweiz)) war ein deutscher Manager und Politiker.
Waldschmidt wurde als Sohn eines gutsituierten Kaufmanns geboren. Nach dem Besuch des Gymnasiums in Frankfurt am Main, wohin die Familie übergesiedelt war, studierte er Rechtswissenschaft in Heidelberg, Leipzig, Berlin und Jena. In Jena hat er 1888 auch promoviert und das Assessorexamen abgelegt. Bis 1893 war er Angestellter beim Magistrat in Frankfurt a. M. Nach drei Jahren als Beigeordneter in der Krefelder Stadtverwaltung wechselte er 1896 als juristischer Berater zur bekannten Berliner Maschinenfabrik von Ludwig Loewe & Co. Von 1904 bis 1924 war Walther Waldschmidt ordentliches Mitglied des Vorstands und avancierte zum Generaldirektor. Nach seinem Ausscheiden aus dem Vorstand trat er mit einem Ingenieur der Firma im Oktober 1924 eine dreimonatige Studienreise in die Vereinigten Staaten an. 
1925 wurde Waldschmidt von der Generalversammlung in den Aufsichtsrat gewählt. In der Folgezeit hatte er die Entwicklung des Unternehmens maßgeblich mitbestimmt. Ferner fungierte er u. a. als Vorsitzender des Aufsichtsrats der Knorr-Bremsen AG. Als Rechtsanwalt am Kammergericht wurde ihm die Auszeichnung eines Justizrats verliehen.
Auf politischem Gebiet vertrat er konservative Positionen. In seinem 1911–12 von Alfred Grenander erbauten Haus in der Bismarckallee 18/Herthastr. 7, das 1973 abgerissen wurde, lud er seine Freunde von der Deutschen Volkspartei regelmäßig zu exklusiven Gesprächen ein. Die politische Gruppierung, die sich im November 1920 unter der Führung von Gustav Stresemann zusammenfand, rekrutierte sich überwiegend aus ehemaligen Mitgliedern des rechten Flügels der Nationalliberalen Partei und vertrat ausnahmslos die Interessen der Hochfinanz.

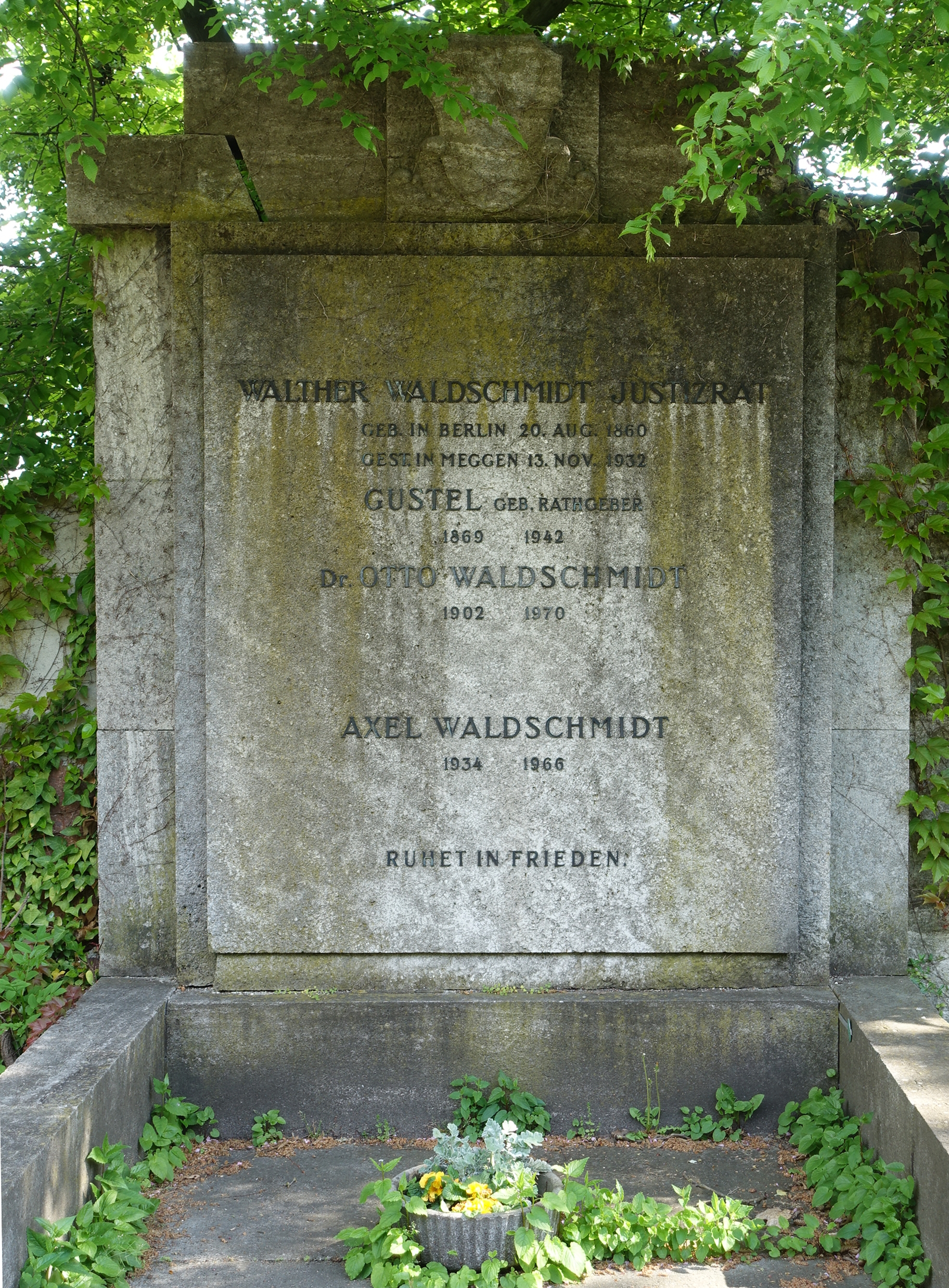
Grab

Auch auf dem Gebiet der kleinen Politik hat sich Walther Waldschmidt betätigt. Als langjähriger Vorsitzender der „Freien Vereinigung“ hat er stets die Bestrebungen der Eingemeindung Grunewalds in ein Groß-Berlin bekämpft. In Meggen bei Luzern ist er am 13. November 1932 in einem Sanatorium verstorben. Sein Grab befindet sich auf dem Friedhof Grunewald.